# Otto Bickenbach
Otto Bickenbach (* 11. März 1901 in Ruppichteroth im Rheinland; † 26. November 1971 in Siegburg) war ein deutscher Internist und Professor an der Reichsuniversität Straßburg. Er führte im KZ Natzweiler-Struthof Giftgasversuche an Häftlingen durch.

## Biografie
Bickenbach wurde als Sohn eines Bauern geboren. Er beendete seine Schulzeit im März 1919 in Elberfeld mit dem Notabitur. Danach gehörte er in Berlin und Hamburg dem Freikorps Lettow-Vorbeck an. Von 1920 bis 1925 studierte Bickenbach Medizin an den Universitäten Köln, Marburg, Heidelberg und München. Von 1920 bis 1923 war Bickenbach Mitglied des Freikorps Ehrhardt. Nach Studienende war Bickenbach von 1928 bis 1934 Assistenzarzt in München an der I. Medizinischen Universitätsklinik.

## Zeit des Nationalsozialismus
Nach der nationalsozialistischen Machtübernahme war er 1933 Begründer der Nationalsozialistischen Betriebszellenorganisation (NSBO) für die Krankenhäuser der Stadt München. Zum 1. Mai 1933 trat Bickenbach der NSDAP (Mitgliedsnummer 1.924.430) und im Oktober 1933 der SA bei. Zudem stand er der "Dozentenschaft" an der Universität München vor. Dem NS-Dozentenbund trat er 1939 bei.
Bickenbach war ab April 1934 nach der Entlassung Siegfried Thannhausers für ein halbes Jahr kommissarischer Leiter der Medizinischen Klinik der Universität Freiburg. Nach Zeitzeugenberichten war Bickenbachs Amtsführung dort „im Stil eines Säuberungskommissars, der […] gegen noch verbliebene Mitarbeiter des Juden Thannhäuser polemisierte, deren weiteres Verbleiben im Dienst untragbar sei“. Ab Oktober 1934 war er Oberarzt unter Johannes Stein an der Universität Heidelberg und stellvertretender Direktor der dortigen Ludolf-Krehl-Klinik. Von 1937 bis 1938 kooperierte er mit den I.G. Farben. Seine Habilitation erfolgte 1938 in Heidelberg mit der Schrift Blutkreislauf- und Atmungskorrelationen als Grundlage konstitutioneller Leistungsfähigkeit. Gemeinsam mit Hellmut Weese forschte Bickenbach 1939 zu Vergiftungen mit Phosgen. Bickenbach fand nach Tierversuchen heraus, dass Urotropin als orale oder intravenöse Gabe vorbeugend gegen mögliche Phosgenvergiftungen wirkte.

## Zweiter Weltkrieg
Ende August 1939 wurde Bickenbach zur Wehrmacht eingezogen. Bickenbach verrichtete seinen Kriegsdienst an der Medizinischen Klinik Heidelberg als stellvertretender Lazarettleiter. Gleichzeitig führte er Forschungen an Tieren und Vorlesungen zum Thema „Pathologie und Therapie der Kampfstofferkrankungen“ in Heidelberg durch.
Ab dem 24. November 1941 war Bickenbach außerordentlicher Professor an der Reichsuniversität Straßburg. Dort war er Direktor der Medizinischen Poliklinik und gemeinsam mit Rudolf Fleischmann, einem Physiker, Direktor des Forschungsinstitutes der medizinischen Fakultät.

### Giftgasexperimente an KZ-Häftlingen
Im August 1943 war im KZ Natzweiler-Struthof eine Gaskammer für medizinische Menschenversuche in Betrieb genommen worden. Bickenbach und sein Assistent Helmut Rühl führten von Juni bis August 1944, nach einer Versuchsreihe im Sommer 1943, in dieser Gaskammer Giftgasversuche mit Phosgen durch. Mehr als 50 Häftlinge, hauptsächlich damals als solche bezeichnete Zigeuner, so der 1921 in Dörzbach geborene Sinto Rudolf Guttenberger, waren für medizinische Versuche aus dem KZ Auschwitz nach Natzweiler-Struthof verlegt worden. Fast alle Opfer wurden im Zuge dieser Versuche ermordet.

## Nach Kriegsende
Nach Kriegsende wurde Bickenbach am 17. März 1947 festgenommen und nach Frankreich überstellt. Bickenbach äußerte bei einer Vernehmung, dass er „mit Rücksicht auf Himmlers Befehl“ die Giftgasversuche vorgenommen habe, jedoch diese Experimente „der ärztlichen Ethik zuwiderlaufen“. Ein Protokoll von der Einvernahme Bickenbachs wurde als Doc. No. 3848 im Nürnberger Ärzteprozess verwendet. In diesem Dokument äußerte Bickenbach, ihm sei mitgeteilt worden, dass „die Personen, die als Meerschweinchen dienen sollten, auf Grund ordentlicher Gerichtsentscheidungen zum Tode verurteilt worden seien“. Zusammen mit seinem Straßburger Kollegen Eugen Haagen wurde er von einem französischen Militärgericht in Metz am 24. Dezember 1952 aufgrund des „Verbrechens der Anwendung gesundheitsschädlicher Substanzen und Giftmord“ zu lebenslanger Zwangsarbeit verurteilt. Im Januar 1954 wurde das Urteil seitens eines Pariser Militärgerichts aufgehoben. In einem weiteren Prozess im Mai 1954 vor einem Militärgericht in Lyon wurden Bickenbach und Haagen schließlich zu zwanzig Jahren Zwangsarbeit verurteilt. Im Herbst 1955 kamen beide im Rahmen einer Amnestie frei. Bickenbach führte anschließend als Internist eine Arztpraxis in Siegburg. Das Berufsgericht für Heilberufe in Köln kam 1966 zu der Einschätzung, Bickenbach habe durch seine Beteiligung an den Versuchen in den Konzentrationslagern seine Berufspflichten nicht verletzt.